# Ouserkaf
Ouserkaf (connu en grec sous le nom d'Ousercherês, Ούσερχέρης) est le premier souverain de la Ve dynastie sous l'Ancien Empire, régnant pendant sept ou huit ans au début du XXVe siècle avant notre ère, il a succédé à Chepseskaf et a précédé son fils Sahourê. Ouserkaf appartenait peut-être à une branche de la famille royale de la IVe dynastie, bien que sa filiation reste incertaine.
Son règne annonce l'ascension du culte de Rê, qui devient effectivement le dieu de l'État égyptien sous la Ve dynastie. Ouserkaf était peut-être un grand prêtre de Rê avant d'accéder au trône, et en tout cas, fut le premier roi de la Ve dynastie a construire un temple solaire, appelé le Nékhenrê, signifiant « l'Enclos de Rê », peut-être conçu sur le modèle du grand temple du dieu à Héliopolis, entre Abousir et Abou Ghorab. Ce faisant, il a institué une tradition suivie par ses successeurs sur une période de quatre-vingts ans. Le Nékhenrê servait essentiellement de temple mortuaire pour le soleil couchant. Les rites pratiqués dans le temple concernaient principalement la fonction créatrice de Rê ainsi que son rôle de père du roi. Avec la réduction de la taille du complexe funéraire royal, cela suggère une séparation plus concrète entre le dieu soleil et le roi que sous la dynastie précédente. Le temple d'Ouserkaf a fait l'objet de quatre phases de construction après la mort du roi, au cours desquelles il a acquis son obélisque si particulier.
Ouserkaf a construit une pyramide à Saqqarah près de celle de Djéser, un endroit qui a forcé les architectes à placer le temple mortuaire associé dans une position inhabituelle, au sud de la pyramide. Cette dernière était beaucoup plus petite que celles de la IVe dynastie, mais l'ensemble mortuaire était richement et abondamment décoré de beaux reliefs peints. En plus de sa propre pyramide et temple, Ouserkaf a construit une pyramide plus petite près de la sienne pour sa reine Néferhétepès, mère de son successeur Sahourê. Peu de représentations du roi sont connues à ce jour. On citera notamment une tête d'un colosse, portant le némès, qui était autrefois érigé dans la cour cérémonielle de son complexe funéraire ainsi qu'une autre tête d'une statue du roi, cette fois portant la couronne rouge, découverte dans son temple solaire à Abousir.
Bien qu'Ouserkaf ait fait l'objet d'un culte funéraire après sa mort comme les autres rois de la Ve dynastie, le sien était relativement insignifiant, et a été abandonné à la fin de la dynastie. Peu de ses activités sont connues au-delà de la construction de sa pyramide et de son temple solaire. Les annales royales de l'Ancien Empire enregistrent des offrandes de bière, de pain et de terres à divers dieux, dont certaines peuvent correspondre à des projets de construction au nom d'Ouserkaf, y compris le temple de Montou à El-Tod, où il est le plus ancien pharaon attesté. Au-delà des frontières de l'Égypte, une expédition militaire à Canaan ou dans le désert Arabique aurait pu avoir lieu, et des contacts commerciaux avec la mer Égée semblent avoir existé à cette époque.

## Famille

### Une origine mythique
Selon les Égyptiens des époques postérieures à l’Ancien Empire, comme écrit dans le papyrus Westcar, conte du Moyen Empire, Ouserkaf serait le premier né de l’union du dieu Rê et de Rêdjedet, l'épouse du grand prêtre d'Atoum-Rê de Sakhebou, localité que l'on situe dans les environs du Caire. Il aurait ainsi comme frères ses successeurs Sahourê et Néferirkarê.

### Ascendance
L’ascendance d’Ouserkaf n’est pas connue avec certitude. Il est possible qu’il ait un lien familial avec la dynastie précédente mais, si ce lien existe, il reste pour l’heure inconnu,,.
Un personnage ayant vécu au tournant des IVe et Ve dynasties, la reine Khentkaous Ire, est peut-être la mère d’Ouserkaf,. En effet, elle porte un titre ayant deux lectures possibles : « Mère de deux rois de Haute et Basse-Égypte » ou « Mère du roi de Haute et Basse-Égypte et roi de Haute et Basse-Égypte » mais ne possède pas le titre de « Fille de Roi » ni d’« Épouse du Roi ». Ainsi, il est possible qu’elle soit la mère d’Ouserkaf, mais il n’y a actuellement aucune preuve concrète confirmant ou infirmant cette hypothèse.
Si cette hypothèse disant que Khentkaous Ire serait la mère d’Ouserkaf se révèle vraie, alors Ouserkaf n’est très probablement pas le fils de l’un de ses prédécesseurs. Mais il y a toujours la possibilité qu’Ouserkaf soit issu d’une branche collatérale de la IVe dynastie.

#### Hypothèse abandonnée
L'hypothèse connue, aujourd’hui complètement abandonnée, est celle de l'égyptologue allemand Ludwig Borchardt selon laquelle il aurait été le fils d'un prêtre d'Héliopolis, Néferhétep et de la princesse Néferhétepès. Il aurait alors épousé Khentkaous Ire, fille de Menkaourê et veuve de Chepseskaf, légitimant ainsi son accession au trône. Dans cette hypothèse elle lui aurait donné deux fils, Sahourê et Néferirkarê, qui tous deux règneront à sa suite.

### Épouse
La seule épouse assurée du roi Ouserkaf est la reine Néferhétepès, enterrée dans une petite pyramide près de celle du roi à Saqqarah.

### Descendance
Le successeur d’Ouserkaf, le roi Sahourê, était le fils de ce dernier et de la reine Néferhétepès. En effet, un relief de la chaussée de Sahourê représente ce roi et sa reine avec la mère du roi, identifiée comme étant Néferhétepès, permettant de confirmer au passage qu’Ouserkaf était bien le père de Sahourê.
Un second fils nommé Ouserefrê, qui était « gouverneur de Bouto et de Nekheb, scribe royal, vizir, juge et prêtre-lecteur », est également attesté ; la seule attestation de ce fils royal est sa tombe découverte en 2025 à Saqqarah,.

## Règne

### Durée du règne
La durée exacte du règne d'Ouserkaf n'est pas connue. Compte tenu des preuves historiques et archéologiques, le consensus parmi les égyptologues est qu'il a régné pendant sept à huit ans,,, au début de la Ve dynastie. Tout d'abord, une analyse des annales royales de l'Ancien Empire presque contemporaines montre que le règne d'Ouserkaf a été enregistré sur huit cases correspondant à au moins sept années complètes mais pas beaucoup plus,. La dernière année lisible enregistrée dans les annales d'Ouserkaf est celle de son troisième recensement de bovins. Le recensement du bétail était un événement important qui permettait d'évaluer le montant des impôts à prélever sur la population. Cet événement est censé avoir été bisannuel pendant cette période de l'Ancien Empire, ce qui signifie que le troisième recensement du bétail représente sa sixième année de règne. Le même recensement de bovins est également attesté par une inscription de maçon trouvée sur une pierre du temple solaire d'Ouserkaf,. Deuxièmement, le Canon royal de Turin sur la troisième colonne, ligne 17, donne à Ouserkaf un règne de sept ans.
La seule source favorisant un règne plus long est l'Ægyptiaca (Αἰγυπτιακά), document écrit au IIIe siècle avant notre ère par Manéthon. Aucune version originale de l'Ægyptiaca n'a survécu jusqu'à ce jour et il n'est maintenant connu que par des écrits ultérieurs. Ainsi, Africanus, citant Manéthon, estime qu'Ouserkaf a régné pendant vingt-huit ans, un total beaucoup plus élevé que le consensus moderne et les autres sources citées ci-dessus,,,.

### Fondateur d'une nouvelle période
La division des rois égyptiens anciens en dynasties est une invention de l'Ægyptiaca de Manéthon, destinée à adhérer plus étroitement aux attentes des mécènes de Manéthon, les dirigeants grecs de l'Égypte ptolémaïque. Une distinction entre la IVe et la Ve dynastie peut néanmoins avoir été reconnue par les anciens Égyptiens, comme en témoigne une tradition beaucoup plus ancienne qui se manifeste dans le conte du papyrus Westcar. Dans ce conte, le roi Khoufou de la IVe dynastie prédit la fin de sa lignée et l'avènement d'une nouvelle dynastie par l'accession de trois frères, fils de Rê, au trône d'Égypte. L'histoire du papyrus Westcar remonte à la Deuxième Période intermédiaire ou peut-être à la XIIe dynastie au Moyen Empire.
Au-delà de ces preuves historiques, la division entre les IVe et Ve dynasties semble refléter les changements réels qui ont eu lieu à l'époque, en particulier dans la religion égyptienne, ainsi que les changements dans le rôle du roi. La primauté de Rê sur le reste du panthéon égyptien, en plus d'être l'objet de beaucoup de dévotion royale, a effectivement fait de Rê une sorte de dieu d'État,, une nouveauté par rapport à la IVe dynastie pendant laquelle l'accent était plutôt mis sur le roi.
La position d'Ouserkaf avant de monter sur le trône est inconnue. Nicolas Grimal affirme qu'il aurait pu être un grand prêtre de Rê à Héliopolis ou à Sakhebou, un centre du culte de Rê mentionné dans le papyrus Westcar,. L'hypothèse d'une relation entre les origines de la Ve dynastie et le Sakhebou a été proposée pour la première fois par l'égyptologue Flinders Petrie, qui a noté que dans les hiéroglyphes égyptiens, le nom du Sakhebou ressemble à celui d'Éléphantine, la ville que Manéthon donne comme berceau de la Ve dynastie. Posant que le papyrus Westcar enregistre une tradition qui rappelle les origines de la Ve dynastie, cette observation pourrait, selon Petrie, expliquer les documents de Manéthon d'autant plus qu'il n'y a par ailleurs aucun lien particulier entre les pharaons de la Ve dynastie et Éléphantine.

### Activités en Égypte
Au-delà des constructions de son complexe mortuaire et de son temple solaire, on sait peu de choses sur Ouserkaf. Jaromír Málek suggère que son court règne indique qu'il était âgé en devenant pharaon. Miroslav Verner voit le règne d'Ouserkaf comme significatif en ce qu'il marque le sommet du culte solaire, le titre pharaonique de « Fils de Rê » devenant systématique dès son règne.
En Haute-Égypte, Ouserkaf a commandé ou agrandi le temple de Montou à Tôd, près d'Hermonthis, où il est le plus ancien pharaon attesté. En raison des modifications du temple, en particulier pendant les périodes du Moyen Empire, du Nouvel Empire et Ptolémaïque, peu de choses du temple d'origine d'Ouserkaf ont survécu. Il semble qu'il s'agissait d'une petite chapelle en briques de terre comprenant un pilier en granit, inscrit au nom du roi.
D'autres activités domestiques peuvent être déduites des annales de l'Ancien Empire, écrites sous le règne de Niouserrê,,. Elles rapportent qu'Ouserkaf a donné des dotations pour les dieux d'Héliopolis dans ses deuxième et sixième années de règne ainsi qu'aux dieux de Bouto dans sa sixième année, les deux pouvant avoir été destinés à la construction de projets pour le compte d'Ouserkaf. Dans le même ordre d'idées, les annales rapportent un don de terre à Horus au cours de la sixième année du règne d'Ouserkaf, mentionnant cette fois explicitement le temple d'Horus.
Parmi les autres dieux honorés par Ouserkaf figurent Rê et Hathor, qui ont tous deux reçu des dons de terres inscrits dans les annales,, ainsi que Nekhbet, Ouadjet, les « dieux du palais divin de Haute-Égypte » et les « dieux du domaine Djébaty » qui ont reçu pain, bière et terre. Enfin, un fragment de texte sur les annales suggère que Min pourrait aussi avoir bénéficié des dons d'Ouserkaf. Une autre preuve d'activités religieuses se déroulant à l'époque est donnée par un décret royal trouvé dans le mastaba du fonctionnaire de l'administration Nykaânkh enterré à Akoris en Moyenne-Égypte. Par ce décret, Ouserkaf fait don et réforme plusieurs domaines royaux pour le maintien du culte d'Hathor et installe Nykaânkh comme prêtre de ce culte.
Si Ouserkaf a choisi Saqqarah pour construire son complexe pyramidal, les responsables de l'époque ont continué à construire leurs tombes dans la nécropole de Gizeh, dont le vizir Seshathétep Heti.

### Activités hors d'Égypte
Le règne d'Ouserkaf pourrait avoir été témoin d'une recrudescence du commerce entre l'Égypte et ses voisins égéens, comme en témoigne une série de reliefs de son temple mortuaire représentant des navires engagés dans ce qui pourrait être une expédition maritime,. Une autre preuve de ces contacts est un vase en pierre portant le nom de son temple solaire qui a été découvert sur l'île grecque de Cythère. Ce vase est le premier témoignage des premiers contacts commerciaux entre l'Égypte et le monde égéen, contacts qui se sont poursuivis tout au long de la Ve dynastie, comme en témoignent les trouvailles datant des règnes de Menkaouhor et Djedkarê Isési en Anatolie.
Au sud de l'Égypte, Ouserkaf a lancé une expédition militaire en Nubie, tandis que les annales indiquent qu'il a reçu un hommage d'une région qui est soit le Désert oriental, soit Canaan sous la forme d'un tribu, soixante-dix étrangers probablement des femmes,, ainsi que trois-cent-trois rebelles pacifiés destinés à travailler sur la pyramide d'Ouserkaf. Il peut s'agir de prisonniers d'une autre expédition militaire à l'est de l'Égypte ou de rebelles exilés d'Égypte avant la deuxième année du règne d'Ouserkaf et maintenant prêts à réintégrer la société égyptienne. Selon Hartwig Altenmüller, nous ne pouvons exclure que ces personnes aient été punies à la suite de luttes dynastiques liées à la fin de la IVe dynastie.

### Arts
Plusieurs statues fragmentaires d'Ouserkaf ont été découvertes, dont un buste retrouvé dans son temple solaire à Abousir, aujourd'hui au musée égyptien du Caire. La tête d'Ouserkaf mesure quarante-cinq centimètres de haut et est sculptée dans du grauwacke. La sculpture est considérée comme particulièrement importante car elle est l'une des rares sculptures de l'Ancien Empire qui montrent le monarque portant le Decheret de Basse-Égypte. La tête a été découverte en 1957 lors de l'expédition de fouilles conjointe de l'Institut allemand et de l'Institut suisse du Caire. Une autre tête qui pourrait appartenir à Ouserkaf, portant le Hedjet de Haute-Égypte et faite de calcaire peint, se trouve au musée d'Art de Cleveland,.
La tête d'une statue colossale d'Ouserkaf, plus grande que nature, qui se trouve aujourd'hui au musée égyptien, a été trouvée par Cecil Mallaby Firth en 1928 dans la cour du temple de son complexe funéraire à Saqqarah. Cette tête colossale de granit rose d'Assouan montre le roi portant la coiffe némès avec un cobra sur le front,. C'est la plus grande tête datant de l'Ancien Empire autre que celle du Grand Sphinx de Gizeh et la seule statue royale colossale de cette période. De nombreux autres fragments de statues du roi en diorite et en granit ont été trouvés au même endroit,. 
Au niveau des arts, les rares éléments datant de son règne démontrent une maîtrise des techniques poussant au raffinement. On citera notamment les statues en bois du dignitaire Kaaper et de son épouse qui sont conservées au musée du Caire. Le célèbre scribe accroupi du Louvre est daté également du règne d'Ouserkaf en raison de la proximité du lieu de sa découverte avec le complexe funéraire du roi et de rapprochements stylistiques.

### Temple solaire

#### Changements politico-religieux
Ouserkaf est le premier pharaon à construire un temple dédié au dieu Soleil Rê, dans la nécropole memphite au nord d'Abousir, sur un promontoire en bordure du désert juste au sud de la localité moderne d'Abou Gourab. Le seul prédécesseur possible du temple solaire d'Ouserkaf était le temple associé au Grand Sphinx de Gizeh, qui aurait pu être dédié à Rê et aurait donc pu servir à des fins similaires. Quoi qu'il en soit, les successeurs d'Ouserkaf pour les quatre-vingts années suivantes suivirent son cours : les temples solaires furent construits par tous les pharaons de la Ve dynastie jusqu'à Menkaouhor, à l'exception peut-être de Chepseskarê, dont le règne aurait été trop court pour en construire un. Le choix d'Abousir par Ouserkaf comme site de son temple solaire n'a pas été expliqué de manière satisfaisante, le site n'ayant jusqu'alors aucune signification particulière,. Pourtant, le choix d'Ouserkaf peut avoir influencé les rois suivants de la Ve dynastie qui ont fait d'Abousir la nécropole royale jusqu'au règne de Menkaouhor.
Pour l'égyptologue Hans Goedicke, la décision d'Ouserkaf de construire un temple pour le soleil couchant séparé de son propre complexe mortuaire est la manifestation et la réponse aux tensions socio-politiques, sinon les troubles, qui se sont produites à la fin de la IVe dynastie. La construction du temple solaire a permis de faire la distinction entre la vie après la mort du roi et les questions religieuses relatives au soleil couchant, qui avaient été si étroitement liées dans les complexes pyramidaux de Gizeh par les pharaons de la IVe dynastie. Ainsi, la pyramide d'Ouserkaf serait isolée à Saqqarah, pas même entourée d'un cimetière plus large pour ses contemporains, tandis que le temple solaire servirait le besoin social d'un culte solaire, qui bien que représenté par le roi, ne serait plus incarné exclusivement par lui. De même, Málek voit la construction de temples solaires comme marquant le passage du culte royal, si prépondérant au début de la IVe dynastie, au culte du dieu Soleil Rê. Un symptôme de ces changements est que le roi était maintenant principalement vénéré comme le « Fils de Rê ».

#### Le nom du temple
Le temple solaire d'Ouserkaf a été appelé Nekhenrê (translittération de Nḫn Rˁ.w) par les anciens Égyptiens, qui a été traduit par « l'Enclos de Rê » ou « la Forteresse de Rê »,. Selon Coppens, Janák, Lehner, Verner, Vymazalová, Wilkinson et Zemina, Nḫn ici pourrait se référer à la ville de Nekhen, également connue sous le nom de Hiérakonpolis,,,, plutôt qu'à une simple forteresse. Nekhen était une forteresse et un siège du pouvoir pour les rois prédynastiques tardifs qui unifièrent l'Égypte. Ils proposent qu'Ouserkaf ait pu choisir ce nom pour souligner la nature victorieuse et unificatrice du culte de Rê, ou, du moins, pour représenter une signification symbolique en relation avec la royauté. D'ailleurs, Nekhen était aussi le nom d'une institution chargée de fournir des ressources au roi vivant ainsi qu'à son culte funéraire après sa mort. En conséquence, le vrai sens de Nekhenrê pourrait être plus proche de « La Nekhen de Rê ». 

#### Le temple
Le temple solaire d'Ouserkaf apparaît pour la première fois dans la liste des pyramides de Karl Richard Lepsius comme pyramide XVII au milieu du XIXe siècle.,. Sa véritable nature a été reconnue par Ludwig Borchardt au début du XXe siècle, mais elle n'a été fouillée en profondeur que de 1954 à 1957 par une équipe comprenant Hanns Stock, Werner Kaiser, Peter Kaplony, Wolfgang Helck, et Herbert Ricke,. Selon les annales royales, la construction du temple a commencé dans la cinquième année du règne d'Ouserkaf et, à cette occasion, il a fait don de vingt-quatre domaines royaux pour l'entretien du temple.
Le temple solaire d'Ouserkaf couvrait une superficie de 44 × 83 m et était orienté vers l'ouest. Il servait principalement de lieu de culte pour le dieu Rê et était censé le relier au culte funéraire royal. Les deux complexes étaient structurellement très similaires, puisqu'ils comprenaient un temple de la vallée près du Nil et une chaussée menant au haut temple sur le plateau désertique. En d'autres points, leurs architectures différaient. Par exemple, le temple de la vallée du temple solaire n'est orienté vers aucun point cardinal, pointant plutôt vaguement vers Héliopolis, et la chaussée n'est pas alignée avec l'axe du temple supérieur. Les archives d'Abousir indiquent que les activités se déroulant dans le temple solaire et dans le temple mortuaire du roi étaient liées ; par exemple, les offrandes pour les deux cultes étaient envoyées du temple solaire. En fait, les temples solaires construits pendant cette période étaient destinés à jouer pour Rê le même rôle que la pyramide jouait pour le roi. C'étaient des temples funéraires pour le dieu Soleil Rê, où son renouvellement et son rajeunissement, nécessaires pour maintenir l'ordre du monde, pouvaient avoir lieu. Les rites accomplis dans le temple concernaient donc principalement la fonction créatrice de Rê ainsi que son rôle de père du roi. De son vivant, le roi nommait ses fonctionnaires les plus proches à la direction du temple, leur permettant ainsi de bénéficier des revenus du temple et d'assurer leur loyauté. Après la mort du pharaon, les revenus du temple solaire seraient associés au complexe pyramidal, soutenant le culte funéraire royal.
Les travaux de construction du Nekhenrê ne se sont pas arrêtés avec la mort d'Ouserkaf, mais se sont poursuivis en au moins quatre phases, dont la première aurait pu avoir lieu sous le pharaon Sahourê, puis sous ses successeurs Néferirkarê et Niouserrê,. À la fin du règne d'Ouserkaf, le temple solaire n'abritait pas encore le grand obélisque de granit sur piédestal qu'il allait acquérir par la suite, mais son temple principal semblait plutôt comporter un mur d'enceinte rectangulaire avec un grand mât placé sur un monticule en son centre, peut-être comme une perche pour le faucon du dieu soleil. À l'est de ce monticule se trouvait un autel en briques de terre avec des sanctuaires de statues des deux côtés. Selon les annales royales, à partir de la sixième année de son règne, Ouserkaf ordonna que deux bœufs et deux oies soient sacrifiés quotidiennement dans le Nekhenrê,. Ces animaux semblent avoir été massacrés à l'intérieur ou autour du temple haut, la chaussée étant suffisamment large pour que les bœufs vivants puissent y remonter.

## Sépulture

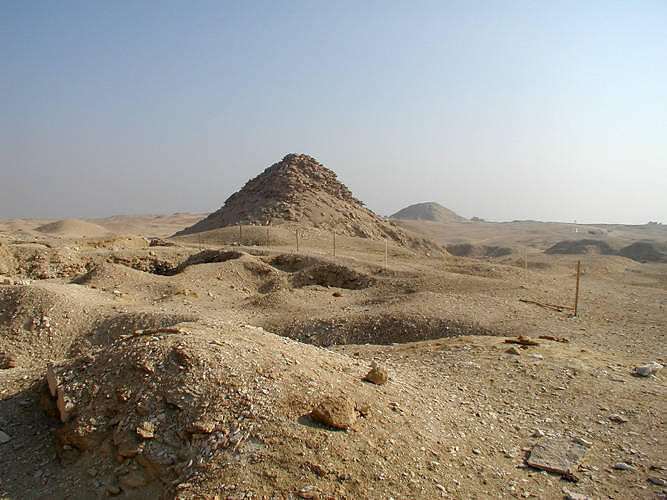
Pyramide ruinée d'Ouserkaf.

### Composition
Le complexe funéraire d'Ouserkaf est composé de :
- une chaussée qui suit un axe Est-Ouest désaxé Sud-est/Nord-ouest, et qui donne sur une double porte d'entrée en granit ;
- un mur d'enceinte de 106,50 × 140 m arrondi en son sommet et divisant le complexe en deux parties ;
- un Temple Haut de 47,77 × 72,45 m allongé Est-Ouest parallèlement à la pyramide ;
- un Sanctuaire aux Offrandes (de 20,97 × 7,87 m) qui n'est exceptionnellement pas dans le prolongement du reste du Temple Haut ;
- d'une pyramide satellite (haute de quatorze mètres repoussée au Sud-Ouest du complexe ;
- d'une pyramide royale canonique, haute de cinquante mètres pour soixante-treize mètres de côté[87].

À ce complexe funéraire s'ajoute, au Sud, le complexe funéraire de son épouse, Néferhétepès.

### Particularités
Le complexe funéraire d'Ouserkaf reste incomplètement connu car jusqu'à présent aucune trace d'un temple de la vallée n'a été retrouvée et seules les indications de Perring permettent de supposer l'existence d'une chaussée reliant les deux parties classiques d'un complexe pyramidal.
Cependant conservant les principaux éléments du complexe pyramidal établis à la dynastie précédente, ses architectes innovent dans le plan et l'articulation même du temple de la pyramide. En effet, si l'orientation de l'ensemble est singulière, le complexe pyramidal d'Ouserkaf en fait une synthèse harmonieuse qui inspirera les architectes de ses successeurs.
Les fouilles de ce complexe ont en outre révélé une qualité jusque-là inégalée dans le programme iconographique des reliefs qui couvraient ses parois, et dans la diversité des matériaux employés pour sa construction. Calcaire de qualité pour les murs, granite pour les portes et piliers du temple, basalte pour le pavage des cours, calcite pour le sol des parties couvertes, les moyens déployés se concentrent désormais sur l'ensemble du complexe.
De fait l'architecture de la pyramide semble à l'inverse s'appauvrir même si l'infrastructure abritant le caveau royal reste l'objet de tous les soins, avec notamment l'emploi d'un énorme dispositif de couverture des appartements funéraires, constitué de blocs colossaux disposés en chevrons. La superstructure elle, est constituée d'une maçonnerie de plus modeste proportion, faite d'un calcaire local. Formée de gradins successifs servant de coffrage dans lequel est accumulé un blocage de pierres la pyramide est de petites dimensions comparée à celle de la IVe dynastie. Le calcaire de Tourah, plus fin et de meilleure qualité restera réservé au parement du monument lui donnant son aspect de pyramide à faces lisses.
Très tôt le complexe pyramidal sera l'objet d'un pillage de ses matériaux de choix, ruinant le temple funéraire et ses annexes et dépouillant la pyramide de ses assises de calcaire régulières et soignées, tant et si bien qu'aujourd'hui elle ressemble à un monticule de pierres entassées au milieu des sables de Saqqarah.

## Culte funéraire

### Ancien Empire
Comme d'autres pharaons des IVe et Ve dynasties, Ouserkaf a bénéficié d'un culte funéraire après sa mort. Ce culte parrainé par l'État s'appuyait sur des biens pour les offrandes qui étaient produites dans des domaines agricoles dédiés établis du vivant du roi, ainsi que sur des ressources telles que les tissus provenant de la « Maison de l'argent », c'est-à-dire le trésor public. Le culte s'est épanoui du début à la moitié de la Ve dynastie, comme en témoignent les tombes et les sceaux des prêtres et des fonctionnaires qui y ont participé. Il s'agit notamment de :
- Tepemânkh, prêtre du culte d'Ouserkaf et de Sahourê[89] ;
- Senouânkh, prêtre du culte d'Ouserkaf et de Sahourê[90],[91] ;
- Nenkheftka, prêtre du culte d'Ouserkaf et de Sahourê[92] ;
- Ptahhotep, prêtre du Nekhenrê et du temple funéraire d'Ouserkaf[93] ;
- Pehenoukaï, prêtre du culte d'Ouserkaf et vizir sous les règnes de Sahourê et de Néferirkarê[94] ;
- Nikaourê, juge et administrateur du palais dont le mastaba a été retrouvé à Saqqarah, prêtre des cultes funéraires d'Ouserkaf et de Néferefrê, sous le règne duquel il vécut probablement[95] ;
- Nikaouhor, juge, inspecteur des scribes, conseiller privé, et prêtre des cultes funéraires d'Ouserkaf et Néferefrê[96],[97] ;
- Nikaânkh et Khnoumhétep, qui ont servi dans le complexe pyramidal d'Ouserkaf[98].

L'importance à long terme du culte officiel d'Ouserkaf peut être jugée par son abandon à la fin de la Ve dynastie. En comparaison, le culte funéraire officiel de certains successeurs d'Ouserkaf comme Niouserrê a duré jusqu'à l'époque du Moyen Empire,. 

### Moyen Empire
Le temple mortuaire d'Ouserkaf devait être en ruines ou démantelé à l'époque de la XIIe dynastie, car certains de ses blocs décorés représentant le roi entreprenant un rituel ont été réutilisés comme matériau de construction dans la pyramide d'Amenemhat Ier. Ouserkaf n'était pas le seul roi dont le temple mortuaire a subi le même sort : le temple de Niouserrê a été pris pour cible même si ses derniers prêtres y servaient à peu près à cette époque. Ces faits laissent entrevoir un manque d'intérêt royal pour les cultes funéraires parrainés par l'État des souverains de l'Ancien Empire.

### Nouvel Empire
Les exemples de dévotions personnelles au nom d'individus pieux ont perduré beaucoup plus longtemps. Par exemple, Ouserkaf est représenté sur un relief de la tombe de Saqqarah du prêtre Mehou, qui vivait à l'époque ramesside,, beaucoup plus tardive. Au début de cette période, sous le règne de Ramsès II, la pyramide d'Ouserkaf a fait l'objet de travaux de restauration sous l'impulsion du quatrième fils de Ramsès, le prince Khâemouaset (environ 1280-1225 avant notre ère). Ceci est attesté par les inscriptions sur le parement de pierre du champ de la pyramide représentant Khâemouaset avec des porteurs d'offrandes.